# 片岡栄二郎
片岡 栄二郎（かたおか えいじろう、1918年11月23日 - 1983年6月19日）は、日本の俳優である。本名嶋田 助一郎（しまだ すけいちろう）、旧芸名尾上 助三郎（おのえ すけさぶろう）、島田 照夫（しまだ てるお）。

## 人物・来歴
1918年（大正7年）11月23日、愛媛県上浮穴郡久万町（現在の同県同郡久万高原町久万）に生まれる。父は俳優の尾上華丈、戦後に東映の俳優として活動した島田秀雄は実弟。
父が所属する日活大将軍撮影所に幼少のころから遊びに行き、「助ぼん」と呼ばれてスタッフや俳優たちに親しまれているうちに、1924年（大正13年）、満5歳のときに築山光吉監督の『三日月次郎吉』（同年6月12日公開）に出演、「尾上 助三郎」の名で子役俳優としてデビューした。1927年（昭和2年）5月22日に公開された伊奈精一監督の『凱旋少年』では、主役を果たしている。俳優業の傍ら、京都商業学校（現在の京都学園高等学校）実修科に進学したが、学業は中途退学した。数え年19歳となった1936年（昭和11年）ころ、「島田 照夫」と改名した。この改名時期は『日本映画俳優全集・男優編』や日本映画データベースによれば、同年9月17日公開、尾崎純監督の『鼠小僧唄祭』だとされ、日活データベースによれば、翌1937年（昭和12年）6月17日公開、池田富保監督の『唐人お吉 黒船情話』からであるとする。1942年（昭和17年）1月27日、戦時統合によって大映が設立され、日活京都撮影所は大映京都撮影所となり、片岡（当時は島田）は同社に継続入社する。1948年（昭和23年）、結婚した。
1949年（昭和24年）、片岡千恵蔵とともに大映を退社、東横映画に移籍する。1951年（昭和26年）4月1日の合併による東映設立後も、引き続き、東横映画撮影所の後身である東映京都撮影所に入社した。1955年（昭和30年）3月13日に公開された、内出好吉監督の『彦佐と太助 俺は天下の御意見番』で一心太助役を演じた際に、「片岡 栄二郎」と改名した。
1966年（昭和41年）6月、聴力障害のため東映を退社した。その後も1968年（昭和43年）ころまでは、テレビ映画に出演していた。1979年（昭和54年）に発行された『日本映画俳優全集・男優編』によれば、同誌執筆の時点（満60歳ころ）では、京都市右京区太秦に住み、親戚の経営する大阪府の増井鉄工に勤務している旨の近況が書かれている。私生活では、2男1女をもうけた。
1983年6月19日死去。64歳没。

## フィルモグラフィ
すべてクレジットは「出演」である。役名のわかるものは公開日の右側に記し、東京国立近代美術館フィルムセンター（NFC）所蔵等の上映用プリントの現存状況についても記す。

### 日活京都撮影所
特筆以外すべて製作は「日活京都撮影所」「日活大将軍撮影所」あるいは「日活太秦撮影所」、配給は「日活」である
日活大将軍撮影所
- 『三日月次郎吉』 : 監督築山光吉、「尾上助三郎」名義、1924年6月12日公開
- 『かぼちゃ騒動記』 : 監督田坂具隆、「尾上助三郎」名義、1926年3月11日公開[11]
- 『火柱』 : 監督三枝源次郎、「尾上助三郎」名義、1926年7月30日公開 - その弟[12]
- 『凱旋少年』 : 監督伊奈精一、「尾上助三郎」名義、1927年5月22日公開 - 室町健一（主演）
- 『旅芸人』 : 監督東坊城恭長、補導監督田坂具隆、「尾上助三郎」名義、1927年7月8日公開[13]

日活太秦撮影所
- 『遠山桜 金さん奉行』 : 監督渡辺邦男、「尾上助三郎」名義、1929年2月8日公開 - 義弟・新之助[14]
- 『八百蔵吉』 : 監督辻吉郎、「尾上助三郎」名義、1929年3月8日公開 - 一子玄之助
- 『沓掛時次郎』 : 監督辻吉郎、「尾上助三郎」名義、1929年6月14日公開
- 『春はまた丘へ』 : 監督長倉祐孝、「尾上助三郎」名義、1929年10月4日公開 - 鵜沢春雄、現存（NFC所蔵[8]）
- 『めくら』 : 監督東坊城恭長、「尾上助三郎」名義、1929年12月13日公開 - [15]
- 『元禄快挙 大忠臣蔵 天変の巻 地動の巻』 : 監督池田富保、「尾上助三郎」名義、1930年4月1日公開 - 重吉
- 『母三人』 : 監督阿部豊、「尾上助三郎」名義、1930年11月7日公開 - 良太郎[16]
- 『天魔』 : 監督高橋寿康、「尾上助三郎」名義、1931年2月20日公開 - 隆二郎の幼児
- 『少年軍 村の少年』 : 監督長倉祐孝、「尾上助三郎」名義、1931年5月22日公開 - 北川助三郎、現存（NFC所蔵[8]）
- 『玉を磨く』 : 監督熊谷久虎・渡辺孝・毛利三郎、「尾上助三郎」名義、1931年6月23日公開 - 主演
- 『怪盗石川五右衛門』 : 監督仏生寺弥作、「尾上助三郎」名義、1931年7月8日公開 - 継子五郎市
- 『本塁打』 : 監督熊谷久虎、「尾上助三郎」名義、1931年9月10日公開 - 主演、13分の断片が現存（NFC所蔵[8]）
- 『殉教血史 日本二十六聖人』 : 監督池田富保、「尾上助三郎」名義、1931年10月1日公開 - アントニヨ、現存（NFC所蔵[8]）
- 『鬼奴岡田良助』 : 監督池田富保、「尾上助三郎」名義、1932年1月29日公開 - 良太郎[17]
- 『田原坂最後の偵察』 : 監督深川ひさし、「尾上助三郎」名義、1932年2月18日公開 - 子・俊太郎[18]
- 『爆弾三勇士』（『誉はたかし 爆彈三勇士』） : 監督木藤茂、「尾上助三郎」名義、1932年3月10日公開 - 小学生、現存（NFC所蔵[8]）
- 『おいらの世界』 : 監督徳永フランク、「尾上助三郎」名義、1932年3月25日公開 - 奥田の坊ちゃん[19]
- 『沓掛時次郎』 : 監督辻吉郎、「尾上助三郎」名義、1932年5月20日公開 - 伜太郎吉
- 『薩摩飛脚 東海篇』 : 監督伊藤大輔、「尾上助三郎」名義、1932年9月15日公開 - 弟・欽之助
- 『小市民』 : 監督倉田文人、「尾上助三郎」名義、1932年12月15日公開 - その弟・真也[20]
- 『薩摩飛脚 剣光愛欲篇』 : 監督山中貞雄、「尾上助三郎」名義、1933年4月13日公開 - 弟欽之助

日活京都撮影所
- 『定九郎小僧』 : 監督久見田喬次（久見田喬二）、「尾上助三郎」名義、1934年4月19日公開 - 丁稚・長松[21]
- 『忠臣蔵 刃傷篇 復讐篇』 : 監督伊藤大輔、「尾上助三郎」名義、1934年5月17日公開 - 小姓頼母
- 『関八州男伊達』 : 監督志波西果、「尾上助三郎」名義、1934年12月13日公開 - 惣八
- 『新選組 前篇』 : 監督稲垣浩、「尾上助三郎」名義、1934年12月31日 - 倉田史郎
- 『新選組 後篇』 : 監督稲垣浩、「尾上助三郎」名義、1935年1月5日 - 倉田史郎
- 『仇討大乗峠』 : 監督尾形十三男、「尾上助三郎」名義、1935年3月21日公開 - その伜宗二郎
- 『弥八追分節』（『彌八追分節』） : 監督尾崎純、「尾上助三郎」名義、1935年4月25日公開 - 佐吉
- 『関口彌太郎』 : 監督尾形十三男、「尾上助三郎」名義、1935年10月24日公開 - お静の弟・井上主馬[22]
- 『大菩薩峠 第一篇 甲源一刀流の巻』 : 監督稲垣浩、応援監督山中貞雄・荒井良平、「尾上助三郎」名義、1935年11月15日公開 - 少年時代、現存（NFC所蔵[8]）
- 『江戸の春 遠山櫻』 : 監督荒井良平、「尾上助三郎」名義、1936年1月23日公開 - 遠山新之助[23]
- 『新曲 五郎正宗』 : 監督池田富保、「尾上助三郎」名義、1936年2月6日公開 - 五番弟子・助公[24]
- 『一刀流指南』 : 監督石橋清一、「尾上助三郎」名義、1936年8月1日公開
- 『鼠小僧唄祭』 : 監督尾崎純、製作日活・太秦発声映画、配給日活、「島田照夫」[1][3]（「尾上助三郎」[25]）名義、1936年9月17日公開
- 『浮名三味線 第一絃』 : 監督荒井良平、「尾上助三郎」名義、1937年5月19日公開 - 太刀伊勢屋中僧・長どん[26]
- 『恩讐巡礼唄』 : 監督久見田喬二、「尾上助三郎」名義、1937年5月20日公開 - 一子・藤太郎[27]
- 『唐人お吉 黒船情話』 : 監督池田富保、「島田照夫」名義、1937年6月17日公開 - ボーイ竹三
- 『曠原の魂』 : 監督稲垣浩、「島田照夫」名義、1937年9月1日公開 - 伏田順瓶[28]
- 『血煙高田の馬場』 : 監督マキノ正博・稲垣浩、「島田照夫」名義、1937年12月31日公開 - 羽賀甚介、現存（NFC所蔵[9]）
- 『槍の権三』 : 監督菅沼完二、「島田照夫」名義、1938年1月27日公開 - 五郎[29]
- 『忠臣蔵 地の巻』 : 監督池田富保、「島田照夫」名義、1938年3月31日公開 - 矢頭右衛門七、現存（NFC所蔵[9]）
- 『忠臣蔵 天の巻』 : 監督マキノ正博、「島田照夫」名義、1938年3月31日公開 - 矢頭右衛門七、現存（NFC所蔵[9]）
- 『伊賀越余聞 夢の長次』 : 監督尾崎純、「島田照夫」名義、1938年6月9日公開 - 渡辺数馬[30]
- 『出世太閤記』 : 監督稲垣浩、「島田照夫」名義、1938年6月17日公開 - 小姓百合若
- 『闇の影法師』 : 監督稲垣浩、「島田照夫」名義、1938年7月14日公開 - 伴五一[31]、現存（NFC所蔵[9]）
- 『続水戸黄門廻国記』 : 監督、「島田照夫」名義、1938年10月13日公開 - 近習・津田欣弥[32]
- 『荒獅子』 : 監督松田定次、「島田照夫」名義、1938年12月15日公開 - 三平[33]
- 『大岡政談 魔像』 : 監督稲垣浩、「島田照夫」名義、1938年12月31日公開 - 茶坊主・十戒[34]
- 『初姿人情鳶』 : 監督衣笠十四三、「島田照夫」名義、1938年12月31日公開 - 小天狗の平助、現存[35]
- 『武士道の鬼』 : 監督倉谷勇、「島田照夫」名義、1939年2月8日公開 - 平井源次郎[36]
- 『王政復古 担龍篇 双虎篇』 : 監督池田富保、「島田照夫」名義、1939年3月30日公開 - 近藤周平
- 『戦鼓』 : 監督倉谷勇、「島田照夫」名義、1939年9月14日公開 - 隊士・大野[37]
- 『海援隊』 : 監督辻吉朗（辻吉郎）、「島田照夫」名義、1939年11月30日公開 - 石川源平
- 『沃土万里』 : 監督倉田文人、製作日活多摩川撮影所、配給日活、「島田照夫」名義、1940年2月1日公開 - その子 千代治、現存（NFC所蔵[9]）
- 『元禄武士道』 : 監督倉谷勇、「島田照夫」名義、1940年2月22日公開 - 中村藤馬
- 『宮本武蔵 第一部 草分の人々・第二部 栄達の門』 : 監督稲垣浩、「島田照夫」名義、1940年3月31日公開 - 辰之助、現存[38]
- 『宮本武蔵 第三部 剣心一路』 : 監督稲垣浩、「島田照夫」名義、1940年4月18日公開 - 辰之助[39]
- 『大楠公』 : 監督池田富保、「島田照夫」名義、1940年6月16日公開 - 足助次郎重範
- 『鞍馬天狗捕はる』 : 監督丸根賛太郎、「島田照夫」名義、1940年6月30日公開 - 高柳又三郎
- 『めくら笛』 : 監督田崎浩一、「島田照夫」名義、1940年9月19日公開 - 原三郎
- 『まぼろし城 第一部』 : 監督組田影造（久見田喬二）、「島田照夫」名義、1940年10月10日公開
- 『まぼろし城 第二部』 : 監督組田影造（久見田喬二）、「島田照夫」名義、1940年11月1日公開
- 『まぼろし城 第三部』 : 監督組田影造（久見田喬二）、「島田照夫」名義、1940年11月23日公開
- 『剣光桜吹雪』 : 監督菅沼完二、「島田照夫」名義、1941年1月1日公開 - 若党・勇作
- 『討入前夜』 : 監督丸根賛太郎、「島田照夫」名義、1941年1月14日公開 - 大石主税
- 『天兵童子 第一話 幼き英雄』 : 監督組田影造（久見田喬二）、「島田照夫」名義、1941年5月11日公開 - 石川車之助、109分の総集篇が現存（NFC所蔵）[40]
- 『天兵童子 第二話 日本の子』 : 監督組田影造（久見田喬二）、「島田照夫」名義、1941年6月1日公開 - 石川車之助、109分の総集篇が現存（NFC所蔵）[41]
- 『天兵童子 第三話 勇む童心』 : 監督組田影造（久見田喬二）、「島田照夫」名義、1941年6月19日公開 - 石川車之助、109分の総集篇が現存（NFC所蔵）[42]
- 『天兵童子 第四話 甦る力』 : 監督組田影造（久見田喬二）、「島田照夫」名義、1941年8月14日公開 - 石川車之助、109分の総集篇が現存（NFC所蔵）[43]
- 『決戦奇兵隊』 : 監督丸根賛太郎、「島田照夫」名義、1941年12月30日公開 - 平助、現存（NFC所蔵[9]）
- 『宮本武蔵 一乗寺決闘』 : 監督稲垣浩、「島田照夫」名義、1942年3月25日公開 - 壬生源次郎、現存（NFC所蔵[9]）

### 大映京都撮影所
特筆以外すべて製作は「大映京都撮影所」、配給は「大映」である。すべて「島田照夫」名義。
- 『維新の曲』 : 監督牛原虚彦、配給映画配給社、1942年5月14日公開 - 北添佶摩
- 『鞍馬天狗横浜に現る』 : 監督伊藤大輔、配給映画配給社、1942年10月29日公開 - 楊
- 『富士に立つ影』 : 監督池田富保・白井戦太郎、配給映画配給社、1942年12月27日公開 - 怪童三平
- 『決闘般若坂』 : 監督伊藤大輔、配給映画配給社、1943年7月15日公開 - 助三
- 『マリア・ルーズ號事件 奴隷船』 : 監督丸根賛太郎、配給映画配給社、1943年9月2日公開 - 支那人李
- 『海軍』 : 監督田坂具隆、製作松竹太秦撮影所、配給映画配給社、1943年12月8日公開 - 東郷壮九郎
- 『必勝歌』 : 監督溝口健二・田坂具隆・清水宏・マキノ正博、製作松竹京都撮影所、配給映画配給社、1945年2月22日公開 - その子・三平、現存（NFC所蔵[9]）
- 『東海水滸伝』 : 監督伊藤大輔・稲垣浩、1945年7月12日公開 - 増川仙右衛門
- 『粋な風来坊』 : 監督マキノ正博、製作松竹京都撮影所、配給松竹、1946年2月28日公開 - 市蔵
- 『国定忠治』 : 監督松田定次、1946年9月10日公開 - 忠治の倅寅次
- 『槍おどり五十三次』 : 監督森一生、1946年11月26日公開 - 三吉
- 『素浪人罷通る』 : 監督伊藤大輔、1947年10月28日公開 - 壹岐友之丞
- 『王将』 : 監督伊藤大輔、1948年10月18日公開 - 受付・柿花

### 東横映画
特筆以外すべて製作は「東横映画」、配給は「東京映画配給」である。すべて「島田照夫」名義。
- 『獄門島』 : 監督松田定次、1949年11月20日公開 - 鵜飼章三
- 『獄門島 解明篇』 : 監督松田定次、1949年12月5日公開 - 鵜飼章三
- 『いれずみ判官 桜花乱舞の巻』 : 監督渡辺邦男、1950年4月14日公開
- 『いれずみ判官 落花対決の巻』 : 監督渡辺邦男、1950年4月22日公開
- 『天保人気男 妻恋坂の決闘』 : 監督渡辺邦男、1950年7月11日公開
- 『旗本退屈男捕物控 毒殺魔殿』 : 監督松田定次、1950年10月7日公開 - 島田宗之助
- 『女賊と判官』 : 監督マキノ雅弘（マキノ正博）・萩原遼、1951年1月5日公開
- 『心の解放』 : 監督大西原一、製作共同映画製作所、配給共同映画、1951年11月24日公開
- 『乞食大将』 : 監督松田定次、製作大映京都撮影所、配給大映、1952年4月30日公開〈1945年製作〉 - 朝末

### 東映京都撮影所

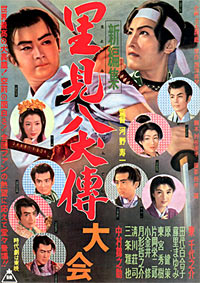
『里見八犬伝』（1954年）のその後のポスター。出演当時の「島田照夫」ではなく「片岡栄二郎」の名が見える。

特筆以外すべて製作は「東映京都撮影所」、配給は「東映」である。特筆以外すべて「片岡栄二郎」名義。
- 『忠治旅日記 逢初道中』 : 監督佐々木康、「島田照夫」名義、1952年10月16日公開
- 『大菩薩峠 第二部 壬生と島原の巻 三輪神杉の巻』 : 監督渡辺邦男、「島田照夫」名義、1953年6月3日公開 - 宇津木兵馬
- 『片目の魔王』 : 監督佐々木康、「島田照夫」名義、1953年8月10日公開
- 『新諸国物語 笛吹童子 第一部どくろの旗』 : 監督萩原遼、「島田照夫」名義、1954年4月27日公開 - 上月左源太
- 『新諸国物語 笛吹童子 第二部幼術の闘争』 : 監督萩原遼、「島田照夫」名義、1954年5月3日公開 - 上月左源太
- 『新諸国物語 笛吹童子 第三部満月城の凱歌』 : 監督萩原遼、「島田照夫」名義、1954年5月10日公開 - 上月左源太
- 『里見八犬伝 第二部 芳流閣の龍虎』 : 監督河野寿一、「島田照夫」名義、1954年6月8日公開
- 『犬神家の謎 悪魔は踊る』 : 監督渡辺邦男、製作東映東京撮影所、配給東映、「島田照夫」名義、1954年8月10日公開 - 犬神輔武
- 『竜虎八天狗 第一部 水虎の巻』 : 監督丸根賛太郎、「島田照夫」名義、1954年11月1日公開 - 篠切一作
- 『竜虎八天狗 第二部 火龍の巻』 : 監督丸根賛太郎、「島田照夫」名義、1954年11月8日公開 - 篠切一作
- 『竜虎八天狗 第三部 鳳凰の巻』 : 監督丸根賛太郎、「島田照夫」名義、1954年11月12日公開 - 篠切一作
- 『竜虎八天狗 完結篇 追撃の巻』 : 監督丸根賛太郎、「島田照夫」名義、1954年11月20日公開 - 篠切一作
- 『血槍富士』 : 監督内田吐夢、「島田照夫」名義、1955年2月27日公開 - 酒匂小十郎
- 『彦佐と太助 俺は天下の御意見番』 : 監督内出好吉、1955年3月13日公開 - 一心太助、「片岡栄二郎」に改名
- 『彦佐と太助 殴り込み吉田御殿』 : 監督内出好吉、1955年3月20日公開 - 一心太助
- 『喧嘩奉行』 : 監督佐々木康、1955年3月28日公開
- 『あばれ纏千両肌』 : 監督萩原遼、1955年5月24日公開
- 『飛龍無双』 : 監督佐々木康、1955年9月13日公開 - 吉次郎
- 『紅顔の若武者 織田信長』 : 監督河野寿一、1955年9月20日公開
- 『歌舞伎十八番「鳴神」 美女と海龍』 : 監督吉村公三郎、1955年10月3日公開 - 小野春風
- 『荒獅子判官』 : 監督佐々木康、1955年11月8日公開
- 『多羅尾伴内シリーズ 戦慄の七仮面』 : 監督松田定次・小林恒夫、製作東映東京撮影所、配給東映、1956年1月3日公開
- 『黒田騒動』 : 監督内田吐夢、1956年1月8日公開 - 黒田忠之、現存（NFC所蔵[10]）
- 『赤穂浪士 天の巻 地の巻』 : 監督松田定次、1956年1月15日公開 - 毛利小平太
- 『名君剣の舞』 : 監督河野寿一、1956年2月11日公開
- 『水戸黄門漫遊記 怪力類人猿』 : 監督伊賀山正徳、1956年3月26日公開 - 佐吉
- 『長脇差奉行』 : 監督小沢茂弘、1956年4月11日公開 - 西川勇次郎
- 『三つ首塔』 : 監督小林恒夫・小沢茂弘、製作東映東京撮影所、配給東映、1956年4月25日公開 - 古坂史郎
- 『江戸三国志 完結迅雷篇』 : 監督萩原遼、1956年6月8日公開
- 『逆襲獄門砦』 : 監督内田吐夢、1956年6月28日公開
- 『復讐侠艶録』 : 監督小沢茂弘、1956年8月22日公開 - 水戸治保
- 『海の百万石』 : 監督内出好吉、1956年9月11日公開 - 前田斉泰
- 『ふり袖太平記』 : 監督萩原遼、1956年10月9日公開 - 幾江小市郎
- 『妖蛇の魔殿』 : 監督松田定次、1956年10月31日公開
- 『海賊奉行』 : 監督深田金之助、1957年2月25日公開 - 神並兵助
- 『若さま侍捕物帳 鮮血の晴着』 : 監督小沢茂弘、1957年3月4日公開 - 源二郎
- 『若さま侍捕物帳 深夜の死美人』 : 監督深田金之助、1957年4月2日公開
- 『鳳城の花嫁』 : 監督松田定次、1957年4月2日公開 - 清吉、現存（NFC所蔵[10]）
- 『源氏九郎颯爽記 濡れ髪二刀流』 : 監督加藤泰、1957年4月16日公開 - 早川要之進、現存（NFC所蔵[10]）
- 『隼人族の叛乱』 : 監督松田定次、1957年4月30日公開 - 三郎次
- 『抜打ち浪人』 : 監督佐伯清、製作東映東京撮影所、配給東映、1957年5月20日公開 - 字津木矩之允
- 『大菩薩峠』 : 監督内田吐夢、1957年7月13日公開 - 金蔵、現存（NFC所蔵[10]）
- 『水戸黄門』 : 監督佐々木康、1957年8月11日公開 - 伝七、現存（NFC所蔵[10]）
- 『素浪人忠弥』 : 監督佐伯清、1957年8月20日公開
- 『はやぶさ奉行』 : 監督深田金之助、1957年11月17日公開 - 月波権九郎
- 『竜虎捕物陣一番手柄 百万両秘面』 : 監督内出好吉、1957年12月1日公開 - 銀狐の伝吉
- 『竜虎捕物陣二番手柄 疾風白狐党』 : 監督内出好吉、1957年12月8日公開 - 島田権三郎
- 『任侠東海道』 : 監督松田定次、1958年1月3日公開 - 小政、現存（NFC所蔵[10]）
- 『母つばめ』 : 監督伊賀山正光（伊賀山正徳）、製作東映東京撮影所、配給東映、1958年1月29日公開 - 菊村俊介
- 『江戸の名物男 一心太助』 : 監督沢島忠、1958年2月5日公開
- 『千両獅子』 : 監督内田吐夢、1958年2月12日公開 - 徳川家斉、現存（NFC所蔵[10]）
- 『直八子供旅』 : 監督佐々木康、1958年2月25日公開 - 大師の壮助
- 『月の話奇談 変幻胡蝶の雨』 : 監督井沢雅彦、1958年4月9日公開 - 近江の風太郎
- 『変幻胡蝶の雨・月の輪族の逆襲』 : 監督井沢雅彦、1958年4月15日公開 - 近江の風太郎
- 『大菩薩峠 第二部』 : 監督内田吐夢、1958年4月21日公開 - 金蔵、現存（NFC所蔵[10]）
- 『奴の拳銃は地獄だぜ』 : 監督松田定次、製作東映東京撮影所、配給東映、1958年6月15日公開
- 『新選組』 : 監督佐々木康、1958年7月13日公開 - 沖田総司
- 『若君千両傘』 : 監督沢島忠、1958年7月30日公開
- 『旗本退屈男』 : 監督松田定次、1958年8月12日公開 - 柴原久馬、現存（NFC所蔵[10]）
- 『国定忠治』 : 監督小沢茂弘、1958年8月27日公開 - 千代松
- 『紫頭巾』 : 監督大西秀明、1958年10月29日公開
- 『福沢諭吉の少年時代』 : 監督不明、東映教育映画/NHK、テレビ映画、1958年11月1日放映[6]
- 『若さま侍捕物帖 紅鶴屋敷』 : 監督沢島忠、1958年12月15日公開
- 『殿さま弥次喜多　捕物道中』 : 監督沢島忠、1959年1月3日公開 - 与吉、現存（NFC所蔵[10]）
- 『忠臣蔵 櫻花の巻・菊花の巻』 : 監督松田定次、1959年1月15日公開 - 萱野三平
- 『無法街の野郎ども』 : 監督小沢茂弘、製作東映東京撮影所、配給東映、1959年1月28日公開 - 長谷部
- 『鞍馬天狗』 : 監督マキノ雅弘、1959年2月4日公開 - 天草則武、現存（NFC所蔵[10]）
- 『右門捕物帖 片目の狼』 : 監督沢島忠、1959年3月3日公開 - 阿部豊後守、現存（NFC所蔵[10]）
- 『たつまき奉行』 : 監督マキノ雅弘、1959年3月10日公開 - 伊之吉、現存（NFC所蔵[10]）
- 『お役者文七捕物暦 蜘蛛の巣屋敷』 : 監督沢島忠、1959年4月1日公開 - 石子伴作
- 『地獄の底までつき合うぜ』 : 監督沢島忠、製作東映東京撮影所、配給東映、1959年6月1日公開 - 永井捜査課長
- 『紅顏の密使』 : 監督加藤泰、1959年6月9日公開 - 那須の眞太刀、現存（NFC所蔵[10]）
- 『お染久松 そよ風日傘』 : 監督沢島忠、1959年7月7日公開
- 『江戸っ子判官とふり袖小僧』 : 監督沢島忠、1959年7月26日公開
- 『新吾十番勝負 第二部』 : 監督小沢茂弘、1959年8月19日公開 - 忠助
- 『恋山彦』 : 監督マキノ雅弘、1959年9月20日公開 - 堀鶴之亟、現存（NFC所蔵[10]）
- 『風雲児 織田信長』 : 監督河野寿一、1959年10月25日公開 - 毛利新助、現存（NFC所蔵[10]）
- 『次郎長血笑記 殴り込み道中』 : 監督工藤栄一、製作東映京都撮影所、配給第二東映、1960年3月8日公開 - 鬼吉
- 『御存じいれずみ判官』 : 監督佐々木康、1960年3月15日公開 - 太吉、現存（NFC所蔵[10]）
- 『新吾十番勝負 第三部』 : 監督松田定次、1960年3月27日公開 - 由比三之助
- 『酒と女と槍』 : 監督内田吐夢、1960年5月15日公開 - 田坂啓八郎、現存（NFC所蔵[10]）
- 『壮烈新選組 幕末の動乱』 : 監督佐々木康、1960年7月10日公開 - 藤堂平助、現存
- 『妖刀物語 花の吉原百人斬り』 : 監督内田吐夢、1960年9月4日公開 - 現存（NFC所蔵[10]）
- 『鳴門秘帖』 : 監督内出好吉、1961年1月26日公開 - 雑賀十郎太
- 『鳴門秘帖 完結篇』 : 監督内出好吉、1961年2月19日公開 - 雑賀十郎太
- 『赤穂浪士』 : 監督松田定次、1961年3月28日公開 - 伊達左京亮
- 『富士に立つ若武者』 : 監督沢島忠、1961年4月9日公開 - 土肥次郎実平
- 『はやぶさ大名』 : 監督小沢茂弘、1961年6月21日公開 - 兵介
- 『ヒマラヤ無宿 心臓破りの野郎ども』 : 監督小沢茂弘、製作東映東京撮影所、配給ニュー東映、1961年8月13日公開 - 秋山
- 『反逆児』 : 監督伊藤大輔、1961年11月8日公開 - 久米新四郎、現存（NFC所蔵[10]）
- 『まぼろし天狗』 : 監督中川信夫、1962年8月12日公開 - 三浦作兵衛
- 『変幻紫頭巾』 : 監督工藤栄一、1963年1月27日公開 - 春海新九郎
- 『旗本やくざ 五人のあばれ者』 : 監督小沢茂弘、1963年3月3日公開
- 『武士道残酷物語』 : 監督今井正、1963年4月28日公開 - 寺田武之進
- 『柳生武芸帳 片目水月の剣』 : 監督長谷川安人、1963年5月25日公開 - 猿の小藤次
- 『宮本武蔵 二刀流開眼』 : 監督内田吐夢、1963年8月14日公開 - 村田与三、現存（NFC所蔵[10]）
- 『ギャング忠臣蔵』 : 監督小沢茂弘、製作東映東京撮影所、配給東映、1963年10月20日公開 - 不破
- 『十三人の刺客』 : 監督工藤栄一、1963年12月7日公開 - 大竹茂助、現存（NFC所蔵[10]）
- 『大喧嘩』 : 監督山下耕作、1964年9月5日公開 - 北上の竜三、現存（NFC所蔵[10]）
- 『幕末残酷物語』 : 監督加藤泰、1964年12月12日公開 - 野村甲之進
- 『快傑黒頭巾』 : 監督不明、東映/日本教育テレビ、連続テレビ映画、1965年2月21日 - 同年4月4日放映[6]
- 『銭形平次』第14回『七人の花嫁』 : 監督小野登、東映京都テレビプロダクション/フジテレビジョン、テレビ映画、1966年8月3日放映[6]
- 『銭形平次』第42回『十手子守唄』 : 監督田坂勝彦、東映京都テレビプロダクション/フジテレビジョン、テレビ映画、1967年2月15日放映[6]
- 『銭形平次』第56回『母娘流し』 : 監督佐々木康、東映京都テレビプロダクション/フジテレビジョン、テレビ映画、1967年5月24日放映[6]
- 『銭形平次』第80回『待っていた女』 : 監督佐々木康、東映京都テレビプロダクション/フジテレビジョン、テレビ映画、1967年11月8日放映[6]
- 『銭形平次』第97回『女雛は知っていた』 : 監督田坂勝彦、東映京都テレビプロダクション/フジテレビジョン、テレビ映画、1968年3月6日放映[6]
- 『船場』 : 監督内海佑治/山像信夫、脚本花登筺、関西テレビ放送、連続テレビドラマ、1967年4月2日 - 1968年3月31日放映[6]
- 『野次馬がいく』第1回『ぶつかれ!将軍に』 : 監督佐々木康、東映京都テレビプロダクション/日本教育テレビ、テレビ映画、1967年10月5日放映
- 『剣』第29回『慶安太平記異聞』 : 監督山内鉄也、C.A.L/日本テレビ放送網、テレビ映画、1967年10月30日放映[6]
- 『堂島』 : 監督三輪弘/山像信夫、脚本花登筺、関西テレビ放送、連続テレビドラマ、1968年4月7日 - 1969年3月30日放映[6]